# Yvonne DeLaRosa

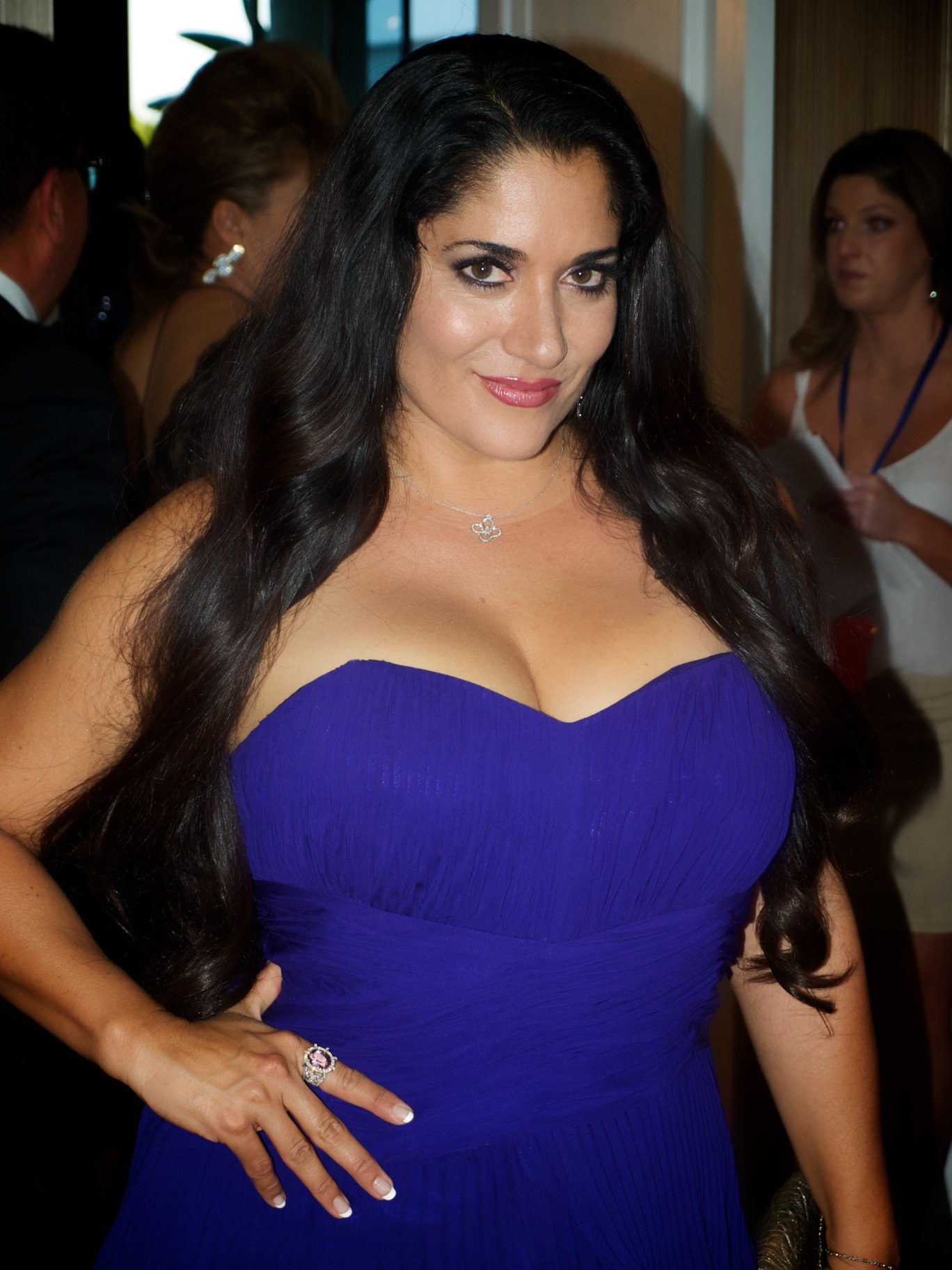
Yvonne DeLaRosa (2012)

Yvonne DeLaRosa (* 18. November 1978 in Los Angeles, Los Angeles County) ist eine US-amerikanische Schauspielerin und Filmschaffende.

## Leben
DeLaRosa wurde am 18. November 1978 in Los Angeles als Tochter einer Kolumbianerin und eines Indianers geboren. Sie schloss ihr Studium an der University of California, Los Angeles mit einem Bachelor of Arts im Fach Regie ab. Später erlangte sie ihren Master im Fach Drehbuch. 1999 lernte sie auf dem Malibu Film Festival den Filmproduzenten und Extremsportler Sam Boyer kennen. Ein Jahr später heirateten die beiden. Sie sind Eltern einer gemeinsamen Tochter.
Seit Ende der 1990er Jahre tritt DeLaRosa als Film- und Seriendarstellerin in Erscheinung. 2004 stellte sie im Fernsehzweiteiler Helter Skelter die historische Rolle der Catherine Share dar. Als Episodendarstellerin wirkte sie in Fernsehserien wie New York Cops – NYPD Blue, Für alle Fälle Amy, King of Queens, The Closer, Weeds – Kleine Deals unter Nachbarn oder Crossing Jordan – Pathologin mit Profil mit. 2011 verkörperte sie die Rolle der Alma Valenzuela in insgesamt acht Episoden der Fernsehserie Die Amerikaner. 2015 stellte sie im Fernsehfilm Gefährliche Leidenschaft – Wuthering High die Rolle der Zillah dar.
DeLaRosa betätigt sich als Aktivistin für die Legalisierung von Cannabis. Zu dieser Zeit lernte sie Jack Herer kennen, der sie betreute und mit dem sie im Dokumentarfilm The Emperor Wears No Clothes vorkam. Gemeinsam mit ihrem Mann gründete sie die Marke 99 High Art und eröffnete 2015 eine Apotheke in Malibu. 2018 wurde sie vom High Times Magazine zu den 100 einflussreichsten Menschen der Cannabisbranche ernannt.

## Filmografie (Auswahl)

### Schauspiel
- 1998: Truly
- 2001: The Fighting Fitzgeralds (Fernsehserie, Episode 1x04)
- 2003: Strong Medicine: Zwei Ärztinnen wie Feuer und Eis (Strong Medicine, Fernsehserie, Episode 4x01)
- 2003: Navy CIS (Navy NCIS, Fernsehserie, Episode 1x04)
- 2003: Senor White (Fernsehfilm)
- 2004: Helter Skelter (Fernsehzweiteiler)
- 2004: Scrambled Eggs (Kurzfilm)
- 2004: New York Cops – NYPD Blue (NYPD Blue, Fernsehserie, Episode 12x06)
- 2005: Junior Pilot – Ein Kid für alle Fälle (Junior Pilot)
- 2005: Für alle Fälle Amy (Judging Amy, Fernsehserie, Episode 6x11)
- 2005: Mystery Woman (Fernsehserie, Episode 1x03)
- 2005: King of Queens (The King of Queens, Fernsehserie, Episode 7x19)
- 2005: The Closer (Fernsehserie, Episode 1x09)
- 2005: Weeds – Kleine Deals unter Nachbarn (Weeds, Fernsehserie, Episode 1x06)
- 2005: Blue Sombrero
- 2006: Crossing Jordan – Pathologin mit Profil (Crossing Jordan, Fernsehserie, Episode 5x10)
- 2006: Shark (Fernsehserie, 2 Episoden)
- 2006: CSI: Miami (Fernsehserie, Episode 5x06)
- 2006: Desolation Canyon (Fernsehfilm)
- 2007: Family of the Year (Fernsehserie, Episode 1x01)
- 2007: The Homies Hip Hop Show (Fernsehserie, Sprechrolle)
- 2007: Memoirs
- 2008: Eli Stone (Fernsehserie, Episode 1x02)
- 2008: How I Met Your Mother (Fernsehserie, Episode 3x14)
- 2008: American Surfrider
- 2008: Ylse (Fernsehserie)
- 2008: Circulation
- 2009: Benny Bliss and the Disciples of Greatness
- 2011: Law & Order: LA (Law & Order: LA, Fernsehserie, Episode 1x09)
- 2011: Die Amerikaner (Los Americans, Fernsehserie, 8 Episoden)
- 2012: GCB (Fernsehserie, Episode 1x10)
- 2012: Longmire (Fernsehserie, Episode 1x09)
- 2013: One Man Show (Kurzfilm)
- 2013: The Sorrow
- 2015: Gefährliche Leidenschaft – Wuthering High (Wuthering High, Fernsehfilm)
- 2015: Borderline (Fernsehserie, Episode 1x02)
- 2015: In Between the Gutter and the Stars (Kurzfilm)
- 2015: The Boatman
- 2017: The Lears

### Filmschaffende
- 2003: LATV Live (Fernsehserie; Drehbuch und Produktion)
- 2007: The Homies Hip Hop Show (Fernsehserie; Drehbuch)